# 兇人邸の殺人
『兇人邸の殺人』（きょうじんていのさつじん）は、今村昌弘による日本の小説である。2021年7月、東京創元社刊（書きおろし）。『屍人荘の殺人』シリーズ第3作。表紙絵は、前2作に引き続き遠田志帆が担当。
超人的な身体能力を持つ「巨人」が徘徊する屋敷「兇人邸」内で連続殺人事件が発生し、葉村 譲と探偵剣崎 比留子が、屋敷から脱出する方法を探しつつ真相を追う様を描く。

## あらすじ
班目機関を追う葉村 譲と剣崎 比留子は、班目機関の元研究者不木 玄助の研究資料を探し求める成島 陶次の依頼を受け、成島の雇った傭兵グループと共に、廃墟テーマパーク「馬越ドリームシティ」内の屋敷「兇人邸」に潜入する。
しかし、そこで待ち受けていたのは、大鉈を持った隻腕の巨人だった。逃げ惑う一夜が明けて、同行者が次々と死体となって発見される中、比留子が見つからない。また、巨人以外の人間によるものと思われる殺人も発生し、一行は疑心暗鬼に陥る。

## 登場人物
葉村 譲（はむら ゆずる）
本作の主人公。神紅大学経済学部一回生。ミステリ愛好会会長。
剣崎 比留子（けんざき ひるこ）
神紅大学文学部二回生。ミステリ愛好会会員。横浜の名家のお嬢様。事件を引き寄せてしまう体質で、生き残るために推理力を磨き、数々の難事件を解決してきた。
成島 陶次（なるしま とうじ）
成島IMS西日本社長。成島グループの後継者争いで後塵を拝しており、一発逆転を賭けて不木の研究資料を狙う。
裏井（うらい）
成島の秘書。
ボス、アウル、アリ、コーチマン、チャーリー、マリア
成島が雇った傭兵。
グエン・ヴァン・ソン
馬越ドリームシティの従業員。
不木 玄助（ふぎ げんすけ）
元班目機関の研究者。馬越ドリームシティを運営する昭島興産の会長。
雑賀 務（さいが つかさ）
兇人邸の使用人。
阿波根 令実（あわね れみ）
兇人邸の使用人。
剛力 京（ごうりき みやこ）
フリーライター。

## 書誌情報
- 兇人邸の殺人（2021年7月30日発売、東京創元社、ISBN 978-4-488-02845-9）
- 兇人邸の殺人（2022年8月10日発売、創元推理文庫、ISBN 978-4-488-46612-1）

## オーディオブック

### kikubon版
2022年1月にアールアールジェイが運営する「kikubon」で配信開始。朗読は浅井晴美。

### audiobook.jp版
2023年10月にオトバンクが運営する「audiobook.jp」で配信開始 。
- 葉村譲 - 千葉翔也
- 剣崎比留子 - 黒木ほの香
- 剛力京 - 幸村恵理
- 成島陶次 - 小林節
- 裏井 - 浜田洋平
- 不木玄助 - 宮園拓夢
- 雑賀務 - 佐東充
- 阿波根令実 - 門田幸子
- グエン - 山田大紀
- ボス - ボルケーノ太田
- アウル - 森俊羽
- アリ - 下村芳範
- コーチマン - 陶國貴矢
- チャーリー - 島津耕介
- マリア - 野寺美穂
- 智 - 吉元亮真
- 羽田 - 田中亜矢子
- ほか出演者 - 春樹慎、有賀雄一、村田崚平、熱情誠、ちたお、吉村記恵、奥本大輔、白川えいり、藤原聖侑